# Signalsubstans

Serotonins struktur.

En signalsubstans, även neurotransmittor och transmittorsubstans, är en molekyl som förmedlar en nervsignal på kemisk väg från en nervcell till en annan i nervsystemet. Neurotransmittorer existerar både i det centrala nervsystemet (CNS) och i det perifera nervsystemet (PNS). Neurotransmittorer lagras i vesiklar inom specialiserade ansvällningar på axonen som utgör den presynaptiska delen av synapsen, och som svar på en aktionspotential frisläpps de till den synaptiska klyftan. I mottagarcellen binder de då till specifika receptorer och två saker kan inträffa:
- Jonkanaler öppnas och den postsynaptiska cellens membranpotential förändras.
- En kemisk reaktion kan startas.

Vanliga neurotransmittorer i centrala nervsystemet är serotonin, GABA, dopamin, histamin, adrenalin, noradrenalin och acetylkolin. Acetylkolin är också en vanlig transmittor i motoriska nerver (perifera nervsystemet). Totalt finns det drygt femtio identifierade transmittorsubstanser som delas upp i tre huvudklasser.

## Små transmittormolekyler
Dessa transmittorsubstanser är snabbverkande, fylls på snabbt och framställs från mat. Dessutom binder de ofta till jonkanaler (se synaps).
Exempel på små transmittormolekyler är:
- Acetylkolin
- Adrenalin
- Anandamid
- Dopamin
- GABA
- Glycin
- Glutaminsyra (glutamat)
- Histamin
- IGF
- Noradrenalin
- Serotonin

## Neuropeptider
Framställningen av neuropeptider styrs av DNA. Påfyllningen är långsam och de är för stora för att kunna utvinnas från mat. Dessutom binder de inte till jonkanaler.
Exempel på neuropeptider är oxytocin, insulin, endorfin och gastrin.

## Transmittorgaser
Dessa transmittorsubstanser är ovanliga. De produceras i synapsen. De som har identifierats är kväveoxid (NO) och kolmonoxid (CO). Gasoreceptorer som känner av NO och CO har påvisats i mänskliga celler. Den inkluderar både enzymer och transkriptionsfaktorer som aktiveras när gas binder till hemgrupp.